# Zdena Frýbová
Zdena Frýbová, ook bekend onder haar pseudoniem Zdena Redlová, (Praag, 30 september 1934 - aldaar, 22 februari 2010) was een Tsjechisch schrijfster en journaliste.
Zij behoorde tot de schrijvers die aan de problemen van het socialisme een oplossing trachtten te geven langs een niet-politieke weg. Haar verhalen speelden zich vooral af in de medische en de wetenschappelijke wereld.
In Příběh z lékárny uit 1965 beschreef zij de oorzaken van een huwelijkscrisis. In Z neznámých důvodů beschreef zij op humoristische wijze de problemen van de werknemers van een onderzoeksinstelling en in Robin beschreef zij eveneens op humoristische wijze het africhten van een hond, die een mensenstem krijgt. Vanaf 1989 begon zij politiek te schrijven. Zij was links-georiënteerd, maar vertrouwde ook het communisme niet en zocht naar een "derde weg". Naast Mafie po česku (Mafia, Tsjechisch) (1990) en Mafie po listopadu (Mafia na november) (1992) kwam er een vervolg op de roman Robin, waarin de hond zich mening over de politieke toestand gaf.